# Čeng Saj-saj
Čeng Saj-saj (čínsky 郑赛赛, pinyinem Zheng Saisai, * 5. února 1994 Šen-si) je čínská profesionální tenistka. Ve své dosavadní kariéře na okruhu WTA Tour vyhrála jeden turnaj ve dvouhře a pět ve čtyřhře. K nim přidala tři singlové a dva deblové triumfy v sérii WTA 125K. V rámci okruhu ITF získala jedenáct titulů ve dvouhře a devět ve čtyřhře.
Na žebříčku WTA byla nejvýše ve dvouhře klasifikována v březnu 2020 na 34. místě a ve čtyřhře pak v červenci 2016 na 15. místě. Trénuje ji Alan Ma.
Ve finále grandslamové čtyřhry French Open 2019 podlehla s krajankou Tuan Jing-jing maďarsko-francouzskému páru Tímea Babosová a Kristina Mladenovicová.
V čínském fedcupovém týmu debutovala v roce 2015 utkáním základní skupiny 1. skupiny zóny Asie a Oceánie proti Kazachstánu, v němž vyhrála čtyřhru s Pcheng Šuaj. Číňanky přesto podlehly 1:2 na zápasy. Do roku 2022 v soutěži nastoupila ke čtrnácti mezistátním utkáním s bilancí 9–3 ve dvouhře a 2–3 ve čtyřhře.
Čínu reprezentovala na Letních olympijských hrách 2016 v Riu de Janeiru, kde nastoupila do ženské čtyřhry po boku Sü I-fan. Po výhře nad Ukrajinkami Ljudmylou a Nadijou Kičenokovými soutěž opustily ve druhém kole, když nestačily na italský pár Sara Erraniová a Roberta Vinciová. V ženské dvouhře startovala na divokou kartu ITF. Na úvod porazila světovou pětku Agnieszku Radwańskou, aby ji poté zastavila Ruska Darja Kasatkinová.

## Tenisová kariéra
Na Letních olympijských hrách mládeže 2010 v Singapuru vybojovala zlatou medaili ve čtyřhře a stříbrnou ve dvouhře.
Do hlavní soutěže grandslamové dvouhry se poprvé kvalifikovala na zářijovém US Open 2014. V úvodním kole porazila lichtenštejnskou hráčku Stefanii Vögeleovou, aby ji v další fázi vyřadila sedmnáctá nasazená Lucie Šafářová ve dvou setech. V soutěži ženské čtyřhry Australian Open 2013 se po boku Američanky Varvary Lepčenkové probojovala do semifinále. V něm skončily na raketách australské dvojice Ashleigh Bartyová a Casey Dellacquová.
Do debutového ročníku soutěže vycházejících hvězd na Turnaji mistryň 2014 splnila kvalifikační kritéria a fanoušci ji následně zvolili jako jednu ze čtyř účastnic. V základní skupině vyhrála dva ze tří zápasů, když zdolala Zarinu Dijasovou a Shelby Rogersovou. Naopak neuspěla s Portoričankou Mónicou Puigovou, která ji opět přehrála ve finále.
Premiérový singlový titul na okruhu WTA Tour získala na Silicon Valley Classic 2019 v kalifornském San José po finálové výhře nad běloruskou světovou desítkou Arynou Sabelenkovou ve dvou setech.

## Finále na Grand Slamu

### Ženská čtyřhra: 1 (0–1)
| Stav       | rok  | turnaj      | povrch | spoluhráčka    | soupeřky ve finále                    | výsledek |
| ---------- | ---- | ----------- | ------ | -------------- | ------------------------------------- | -------- |
| Finalistka | 2019 | French Open | antuka | Tuan Jing-jing | Tímea Babosová Kristina Mladenovicová | 2–6, 3–6 |

## Finále na okruhu WTA Tour
| Legenda                                      |
| -------------------------------------------- |
| D – dvouhra; Č – čtyřhra                     |
| Grand Slam (0–1 Č)                           |
| Turnaj mistryň (0)                           |
| Premier Mandatory & Premier 5 / WTA 1000 (0) |
| Premier / WTA 500 (1–0 D; 1–1 Č)             |
| International / WTA 250 (0–1 D; 4–6 Č)       |

### Dvouhra: 2 (1–1)
| Stav       | č. | datum             | turnaj                  | povrch | soupeřka ve finále | výsledek      |
| ---------- | -- | ----------------- | ----------------------- | ------ | ------------------ | ------------- |
| Finalistka | 1. | 29. července 2018 | Nan-čchang, Čína        | tvrdý  | Wang Čchiang       | 5–7, 0–4skreč |
| Vítězka    | 2. | 4. srpna 2019     | San José, Spojené státy | tvrdý  | Aryna Sabalenková  | 6–3, 7–6(7–3) |

### Čtyřhra: 13 (5–8)
| Stav       | Č. | Datum           | Turnaj                         | Povrch    | Spoluhráčka         | Soupeřky ve finále                             | Výsledek          |
| ---------- | -- | --------------- | ------------------------------ | --------- | ------------------- | ---------------------------------------------- | ----------------- |
| Vítězka    | 1. | 24. září 2011   | Kanton, Čína                   | tvrdý     | Sie Šu-wej          | Čan Ťin-wej Chan Sin-jün                       | 6–2, 6–1          |
| Finalistka | 1. | 20. dubna 2014  | Kuala Lumpur, Malajsie         | tvrdý     | Čan Jung-žan        | Tímea Babosová Čan Chao-čching                 | 3–6, 4–6          |
| Finalistka | 2. | 23. května 2015 | Štrasburk, Francie             | antuka    | Nadija Kičenoková   | Čuang Ťia-žung Liang Čchen                     | 6–4, 4–6, [10–12] |
| Vítězka    | 2. | 9. srpna 2015   | Stanford, USA                  | tvrdý     | Sü I-fan            | Anabel Medina Garrigues Arantxa Parra Santonja | 6–1, 6–3          |
| Vítězka    | 3. | 18. října 2015  | Tchien-ťin, Čína               | tvrdý     | Sü I-fan            | Darija Juraková Nicole Melicharová             | 6–2, 3–6, [10–8]  |
| Finalistka | 3. | 9. ledna 2016   | Šen-čen, Čína                  | tvrdý     | Sü I-fan            | Vania Kingová Monica Niculescuová              | 1–6, 4–6          |
| Vítězka    | 4. | 2. března 2019  | Acapulco, Mexiko               | tvrdý     | Viktoria Azarenková | Desirae Krawczyková Giuliana Olmosová          | 6–1, 6–2          |
| Finalistka | 4. | 9. června 2019  | French Open, Paříž, Francie    | antuka    | Tuan Jing-jing      | Tímea Babosová Kristina Mladenovicová          | 2–6, 3–6          |
| Finalistka | 5. | 11. ledna 2020  | Šen-čen, Čína                  | tvrdý     | Tuan Jing-jing      | Barbora Krejčíková Kateřina Siniaková          | 2–6, 6–3, [4–10]  |
| Finalistka | 6. | 22. února 2020  | Dubaj, Spojené arabské emiráty | tvrdý     | Barbora Krejčíková  | Sie Šu-wej Barbora Strýcová                    | 5–7, 6–3, [5–10]  |
| Finalistka | 7. | 20. března 2021 | Monterrey, Mexiko              | tvrdý     | Heather Watsonová   | Caroline Dolehideová Asia Muhammadová          | 2–6, 3–6          |
| Vítězka    | 5. | 31. října 2021  | Courmayeur, Itálie             | tvrdý (h) | Wang Sin-jü         | Eri Hozumiová Čang Šuaj                        | 6–4, 3–6, [10–5]  |
| Finalistka | 8. | listopad 2021   | Linec, Rakousko                | tvrdý (h) | Wang Sin-jü         | Natela Dzalamidzeová Kamilla Rachimovová       | 4–6, 2–6          |

## Finále série WTA 125
| Legenda                  |
| ------------------------ |
| D – dvouhra; Č – čtyřhra |
| WTA 125 (3–2 D; 2–0 Č)   |

### Dvouhra: 5 (3–2)
| Stav       | Č. | Datum          | Turnaj         | Povrch | Soupeřka ve finále | Výsledek           |
| ---------- | -- | -------------- | -------------- | ------ | ------------------ | ------------------ |
| Finalistka | 1. | 11. srpna 2013 | Su-čou, Čína   | tvrdý  | Šachar Pe'erová    | 2–6, 6–2, 3–6      |
| Vítězka    | 1. | 13. září 2015  | Ta-lien, Čína  | tvrdý  | Julia Glušková     | 2–6, 6–1, 7–5      |
| Vítězka    | 2. | 22. dubna 2018 | Čeng-čou, Čína | tvrdý  | Wang Ja-fan        | 5–7, 6–2, 6–1      |
| Finalistka | 2. | 5. května 2018 | Anning, Čína   | antuka | Irina Chromačovová | 6–3, 4–6, 6–7(5–7) |
| Vítězka    | 3. | 4. května 2019 | Anning, Čína   | antuka | Čang Šuaj          | 6–4, 6–1           |

### Čtyřhra: 2 (2–0)
| Stav    | č. | datum         | turnaj           | povrch | spoluhráčka    | soupeřky ve finále          | výsledek         |
| ------- | -- | ------------- | ---------------- | ------ | -------------- | --------------------------- | ---------------- |
| Vítězka | 1. | 2. srpna 2015 | Nan-čchang, Čína | tvrdý  | Čang Kchaj-čen | Čan Ťin-wej Wang Ja-fan     | 6–3, 4–6, [10–3] |
| Vítězka | 2. | 13. září 2015 | Ta-lien, Čína    | tvrdý  | Čang Kchaj-lin | Čan Ťin-wej Darija Juraková | 6–3, 6–4         |

## Finále na okruhu ITF
| Dotace turnajů okruhu ITF | Dotace turnajů okruhu ITF |
| ------------------------- | ------------------------- |
| 100 000 $ tournaments     | 80 000 $ tournaments      |
| 75 000 $ tournaments      | 60 000 $ tournaments      |
| 50 000 $ tournaments      | 25 000 $ tournaments      |
| 15 000 $ tournaments      | 10 000 $ tournaments      |

### Dvouhra: 19 (11–8)
| Stav       | Č.  | Datum              | Turnaj               | Povrch | Soupeřka ve finále  | Výsledek      |
| ---------- | --- | ------------------ | -------------------- | ------ | ------------------- | ------------- |
| Vítězka    | 1.  | 6. července 2009   | Šen-čen, Čína        | tvrdý  | Sabina Šaripovová   | 7–5, 6–4      |
| Finalistka | 1.  | 5. dubna 2010      | Ning-po, Čína        | tvrdý  | Tchien Žan          | 6–2, 6–3      |
| Finalistka | 2.  | 28. června 2010    | Che-fej, Čína        | tvrdý  | Tuan Jing-jing      | 6–3, 6–4      |
| Vítězka    | 2.  | 25. října 2010     | Tchaj-pej, Tchaj-wan | tvrdý  | Čang Ling           | 6–3, 6–3      |
| Finalistka | 3.  | 17. ledna 2011     | Muzaffarnagar, Indie | tráva  | Tadeja Majeričová   | 6–2, 5–7, 6–2 |
| Finalistka | 4.  | 31. ledna 2011     | Burnie, Austrálie    | tvrdý  | Eugenie Bouchardová | 6–4, 6–3      |
| Finalistka | 5.  | 9. dubna 2012      | Wen-žan, Čína        | tvrdý  | Sie Šu-wej          | 6–3, 6–3      |
| Vítězka    | 3.  | 14. května 2012    | Fukuoka, Japonsko    | tvrdý  | Monique Adamczaková | 7–5, 6–2      |
| Vítězka    | 4.  | 28. října 2012     | Tchaj-pej, Tchaj-wan | tvrdý  | Zarina Dijasová     | 6–4, 6–1      |
| Finalistka | 6.  | 9. září 2013       | San-ja, Čína         | tvrdý  | Karolína Plíšková   | 6–3, 6–4      |
| Vítězka    | 5.  | 5. května 2014     | An-ning, Čína        | antuka | Jovana Jakšićová    | 6–2, 6–3      |
| Vítězka    | 6.  | 27. dubna 2015     | Gifu, Japonsko       | tvrdý  | Naomi Ósakaová      | 3–6, 7–5, 6–4 |
| Vítězka    | 7.  | 4. května 2015     | An-ning, Čína        | antuka | Chan Sin-jün        | 6–4, 3–6, 6–4 |
| Finalistka | 8.  | 6. března 2017     | Ču-chaj, Čína        | tvrdý  | Denisa Allertová    | 3–6, 6–2, 4–6 |
| Vítězka    | 9.  | 2. dubna 2017      | Čchüan-čou, Čína     | tvrdý  | Liou Fang-čou       | 6–2, 6–3      |
| Vítězka    | 9.  | 30. dubna 2017     | An-ning, Čína        | antuka | Zarina Dijasová     | 7–5, 6–4      |
| Vítězka    | 10. | 28. dubna 2018     | Čchüan-čou, Čína     | tvrdý  | Liou Fang-čou       | 6–3, 6–1      |
| Vítězka    | 11. | 21. října 2018     | Su-čou, Čína         | tvrdý  | Jana Čepelová       | 7–5, 6–1      |
| Finalistka | 8.  | 11. listopadu 2018 | Šen-čen, Čína        | tvrdý  | Ivana Jorovićová    | 3–6, 6–2, 4–6 |

### Čtyřhra: 16 (9–7)
| Stav       | Č. | Datum             | Turnaj                 | Povrch | Spoluhráčka             | Soupeřky ve finále                                  | Výsledek         |
| ---------- | -- | ----------------- | ---------------------- | ------ | ----------------------- | --------------------------------------------------- | ---------------- |
| Vítězka    | 1. | 28. června 2010   | Che-fej, Čína          | tvrdý  | Žan Tchien              | Si Paj Čang Kchaj-lin                               | 6–0, 6–4         |
| Finalistka | 1. | 25. října 2010    | Tchaj-pej, Tchaj-wan   | tvrdý  | Ťüan Tching-fej         | Kchao Šao-jüan Wang Čchiang                         | 6–3, 7–6(7–2)    |
| Vítězka    | 2. | 23. května 2011   | Čchangwon, Jižní Korea | tvrdý  | Čan Chao-čching         | Jurika Semaová Erika Takaová                        | 6–2, 4–6, [11–9] |
| Finalistka | 2. | 1. srpna 2011     | Peking, Čína           | tvrdý  | Taťána Lužanská         | Chan Chao-čching Čan Jung-žan                       | 6–2, 6–3         |
| Vítězka    | 3. | 12. září 2011     | Ning-po, Čína          | tvrdý  | Taťána Lužanská         | Čan Ťin-wej Chan Sin-jün                            | 6–4, 5–7, [1–4]  |
| Finalistka | 3. | 6. února 2012     | Launceston, Austrálie  | tvrdý  | Sie Šu-jing             | Kotomi Takahatová Šúko Aojamová                     | 6–4, 6–4         |
| Vítězka    | 4. | 12. března 2012   | San-ja, Čína           | tvrdý  | Erika Semová            | Liang Čchen Čou I-miao                              | 6–2, 6–2         |
| Finalistka | 4. | 24. března 2012   | Phuket, Thajsko        | tvrdý  | Chin-Wei Chan           | Natela Dzalamidzeová Marta Sirotkinová              | 4–6, 1–6         |
| Vítězka    | 5. | 31. břězna 2012   | Phuket, Thajsko        | tvrdý  | Noppawan Lertcheewakarn | Sun Šeng-nan Chan Sin-jün                           | 6–3, 6–3         |
| Vítězka    | 6. | 6. května 2012    | Gifu, Japonsko         | tvrdý  | Jessica Pegulaová       | Čan Ťin-wej Hsu Wen-hsin                            | 6–4, 3–6, [10–4] |
| Finalistka | 5. | 10. září 2012     | Ning-po, Čína          | tvrdý  | Taťána Lužanská         | Šúko Aojamová Čang Kchaj-čen                        | 2–6, 5–7         |
| Finalistka | 6. | 21. dubna 2014    | Nanking, Čína          | tvrdý  | Čang Ling               | Čang Kchaj-lin Chan Sin-jün                         | 6–7, 6–7         |
| Vítězka    | 7. | 10. května 2014   | Trnava, Slovensko      | antuka | Stephanie Vogtová       | Margarita Gasparjanová Jevgenija Rodinová           | 6–4, 6–2         |
| Vítězka    | 8. | 8. května 2015    | An-ning, Čína          | tvrdý  | Sü I-fan                | Jang Čao-süan Jie Čchiou-jü                         | 7–5, 6–2         |
| Vítězka    | 9. | 14. července 2018 | Contrexéville, Francie | antuka | An-Sophie Mestachová    | Prarthana Thombareová Eva Wacannová                 | 3–6, 6–2, [10–7] |
| Finalistka | 7. | listopad 2019     | Hua Hin, Thajsko       | tvrdý  | Ng Kwan-yau             | Tamarine Tanasugarnová Lesley Pattinama Kerkhoveová | 2–6, 6–7(5–7)    |

## Letní olympijské hry mládeže

### Dvouhra: 1 (1 stříbro)
| Medaile | Datum | Místo    | Povrch | Soupeřka ve finále | Výsledek      |
| ------- | ----- | -------- | ------ | ------------------ | ------------- |
| Stříbro | 2010  | Singapur | tvrdý  | Darja Gavrilovová  | 6–2, 2–6, 0–6 |

### Čtyřhra: 1 (1 zlato)
| Medaile | Datum | Turnaj   | Povrch | Spoluhráčka        | Soupeřky ve finále             | Výsledek         |
| ------- | ----- | -------- | ------ | ------------------ | ------------------------------ | ---------------- |
| Zlato   | 2010  | Singapur | tvrdý  | Tchang Chao-čcheng | Jana Čepelová Chantal Škamlová | 6–4, 3–6, [10–4] |